# Гржимали, Войтех (старший)
Войтех Гржимали (чеш. Vojtěch Hřímalý; Адальберт Гримали, нем. Adalbert Hrimaly; 18 июля 1809, Блатна, Чехия — 26 октября 1880, Москва) — чешский и русский композитор и органист.
Учился в Праге у Йозефа Фиалы, затем в Вене у Йозефа Бёма. Служил органистом в родной Блатне, с 1835 года в кафедральном Соборе Святого Варфоломея в Пльзене.
Пятеро детей Гржимали-старшего — Мария, Войтех, Ян, Яромир и Богуслав — стали заметными музыкантами.